# Cyclopyge
Cyclopyge (în trecut Olafia) este un gen de fluturi din familia Hesperiidae.  Conține o singură specie, Cyclopyge roscius, care este întâlnită în Brazilia și Argentina. 

## Subspecii
- C. roscius roscius (Hopffer, 1874) (Brazilia, Argentina)
- C. roscius flavomaculata (Bell, 1937) (Brazilia: Santa Catarina)
- C. roscius iphimedia (Plötz, 1886) (Brazilia)[4]